# Гленко (Іллінойс)
Гленко (англ. Glencoe) — селище (англ. village) в США, в окрузі Кук штату Іллінойс. Населення — 8849 осіб (2020).

## Географія
Гленко розташоване за координатами 42°8′4″ пн. ш. 87°45′47″ зх. д. / 42.13444° пн. ш. 87.76306° зх. д. (42.134489, -87.763178). За даними Бюро перепису населення США в 2010 році селище мало площу 9,79 км², з яких 9,63 км² — суходіл та 0,16 км² — водойми.

## Демографія
Згідно з переписом 2010 року, у селищі мешкали 8723 особи в 3013 домогосподарствах у складі 2499 родин. Густота населення становила 891 особа/км². Було 3209 помешкань (328/км²).
Расовий склад населення:
| - 94,0 % — білих - 2,7 % — азіатів - 1,2 % — чорних або афроамериканців - 0,1 % — корінних американців |

До двох чи більше рас належало 1,5 %. Частка іспаномовних становила 2,7 % від усіх жителів.
За віковим діапазоном населення розподілялося таким чином: 31,6 % — особи молодші 18 років, 54,0 % — особи у віці 18—64 років, 14,4 % — особи у віці 65 років та старші. Медіана віку мешканця становила 44,0 року. На 100 осіб жіночої статі у селищі припадало 97,0 чоловіків; на 100 жінок у віці від 18 років та старших — 92,3 чоловіків також старших 18 років.
Середній дохід на одне домашнє господарство становив 308 625 доларів США (медіана — 180 208), а середній дохід на одну сім'ю — 349 248 доларів (медіана — 210 988). Медіана доходів становила 202 083 долари для чоловіків та 65 549 доларів для жінок. За межею бідності перебувало 3,7 % осіб, у тому числі 1,7 % дітей у віці до 18 років та 3,3 % осіб у віці 65 років та старших.
Цивільне працевлаштоване населення становило 3962 особи. Основні галузі зайнятості: науковці, спеціалісти, менеджери — 23,8 %, освіта, охорона здоров'я та соціальна допомога — 21,6 %, фінанси, страхування та нерухомість — 17,9 %.

## Відомі мешканці та уродженці
- Арчибальд Макліш (1892—1982) — американський поет і письменник. Лауреат трьох Пулітцерівських премій (1933, 1953, 1959).